# ثلج ميت: ريد ضد ديد (فلم)
تلج ميت: ريد ضد ديد (بالإنجليزية: Dead Snow: Red vs Dead) فيلم رعب كوميدي تم انتاجه في النرويج وصدر سنة 2014. من بطولة فيجار هول ومارتن ستار، وهو تكملة للجزء الأول من الفيلم.

## القصة
يحاول رجل أن ينجو من ملاحقة مجموعة من الموتي الأحياء النازيين، ويحاول في الوقت ذاته أن يستعين في ذلك بعون مجموعة من مشجعي الزومبي الأمريكيين، ويكتشف مع الوقت طرقًا جديدة لكي تساعده في محاربة الموتى الأحياء أو الزومبي.

## الميزانية والإيرادات
حقّق الفيلم أرباحًا تقدّر بـ 37,473 دولار أمريكي.

## روابط خارجية
- مقالات تستعمل روابط فنية بلا صلة مع ويكي بيانات